# 1898 w sztukach plastycznych
Wydarzenia w sztukach plastycznych i wizualnych w 1898 roku.

## Wydarzenia
- Pierwsza wystawa członków Secesji Wiedeńskiej[1].

## Malarstwo

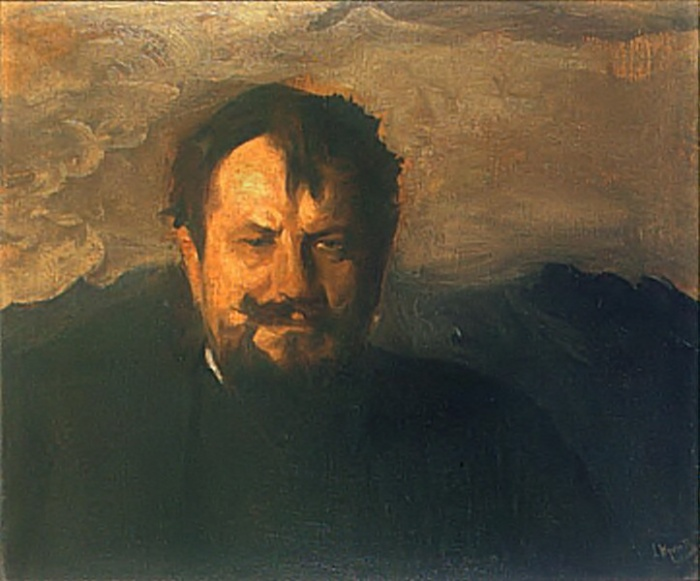
Leon Wyczółkowski Portret Jana Kasprowicza

- Edgar Degas

Widok Saint-Valery-sur-Somme (1896-1898)
Wiejska uliczka (1896-1898)
- Julian Fałat

Widok Krakowa
Po polowaniu – akwarela na papierze
Portret Gabrieli Zapolskiej – akwarela na papierze, 51x35 cm
- Paul Gauguin

Biały koń
- Camille Pissarro

Rouen, Rue de l'Épicerie
Montmartre nocą
- Auguste Renoir

Piknik w Berneval
- Ferdynand Ruszczyc

Młyn
- Leon Wyczółkowski

Portret Jana Kasprowicza – olej na płótnie, 59x68 cm
Sarkofag Królowej Jadwigi
Stańczyk (Szopka) – olej na płótnie, 90x138,5 cm
Autoportret – pastel, papier na płótnie, 53x73 cm

## Urodzeni
- 26 stycznia – Katarzyna Kobro (zm. 1951), polska rzeźbiarka konstruktywistyczna
- 11 sierpnia – Karolina Lanckorońska (zm. 2002), polska historyk sztuki
- 3 lutego – Alvar Aalto (zm. 1976), fiński architekt
- 16 maja – Jean Fautrier (zm. 1964), francuski malarz i rzeźbiarz
- 17 maja – A.J. Casson (zm. 1992), kanadyjski malarz
- 17 czerwca – Maurits Cornelis Escher (zm. 1972), holenderski malarz i grafik
- 17 lipca – Berenice Abbott (zm. 1991) – amerykańska fotografka
- 22 lipca – Alexander Calder (zm. 1976) – amerykański rzeźbiarz, malarz i grafik
- 30 lipca – Henry Moore (zm. 1986), angielski rzeźbiarz
- 26 sierpnia – Peggy Guggenheim (zm. 1979) – amerykańska kolekcjonerka dzieł sztuki
- 21 listopada – René Magritte (zm. 1967), belgijski malarz

## Zmarli
- 16 marca – Aubrey Beardsley (ur. 1872), angielski rysownik i grafik
- 18 kwietnia – Gustave Moreau (ur. 1826), francuski malarz i grafik
- 17 czerwca – Edward Burne-Jones (ur. 1833), angielski malarz
- 8 sierpnia – Eugène Boudin (ur. 1824), francuski malarz
- 30 sierpnia - Pedro Madrazo (ur. 1816), hiszpański malarz i krytyk sztuki
- 24 października – Pierre Puvis de Chavannes (ur. 1824), francuski malarz